# DJ Antoine: 2011
DJ Antoine: 2011 è il sesto album di studio del disc jockey svizzero DJ Antoine pubblicato nel 2011 dalla Global Productions GmbH

## Tracce
DJ Antoine: 2011 
1. Sunlight (DJ Antoine vs. Mad Mark Original Mix) [feat. Tom DIce]
2. Sunlight (DJ Antoine vs. Mad Mark Original Deluxe Edit) [feat. Tom Dice]
3. Live It Alive (Radio Edit)
4. Shake 3x (Radio Edit) [feat. MC Yankoo]
5. Song to the Sea (DJ Antoine vs. Mad Mark Deluxe Edit) [feat. James Gruntz]
6. I'm On You (DJ Antoine vs. Mad Mark Video Edit)
7. Broadway (Radio Edit)
8. Bleu Infini (Radio Edit)
9. Happy Birthday (Deluxe Edit)
10. Paris, Paris (Radio Edit) [feat. Juiceppe]
11. Margarita (Radio Edit)
12. Amanama (Money) [DJ Antoine vs. Mad Mark Original Deluxe Edit]
13. Hard to Get (Radio Edit)
14. The Way We Are (DJ Antoine vs. Mad Mark Radio Edit) [feat. Manu-L]
15. Come Baby Come (Radio Edit)
16. In and Out (Radio Edit)
17. Over the Rainbow (DJ Antoine vs. Mad Mark Radio Edit)
18. I Feel (Deluxe Edit)
19. Bagpipe (DJ Antoine vs. Mad Mark Instrumental Deluxe Edit)
20. Gägewart (DJ Antoine vs. Mad Mark Re-Construction) [feat. Brig MC]
21. Welcome to St. Tropez (DJ Antoine vs. Mad Mark Radio Edit) [feat. Kalenna]

DJ Antoine: 2011 (Deluxe Version)
1. Sunlight (DJ Antoine vs. Mad Mark Original Mix) [feat. Tom DIce]
2. Sunlight (DJ Antoine vs. Mad Mark Original Deluxe Edit) [feat. Tom Dice]
3. Live It Alive (Radio Edit)
4. Shake 3x (Radio Edit) [feat. MC Yankoo]
5. Song to the Sea (DJ Antoine vs. Mad Mark Deluxe Edit) [feat. James Gruntz]
6. I'm On You (DJ Antoine vs. Mad Mark Video Edit)
7. Broadway (Radio Edit)
8. Bleu Infini (Radio Edit)
9. Happy Birthday (Deluxe Edit)
10. Paris, Paris (Radio Edit) [feat. Juiceppe]
11. Margarita (Radio Edit)
12. Amanama (Money) [DJ Antoine vs. Mad Mark Original Deluxe Edit]
13. Hard to Get (Radio Edit)
14. The Way We Are (DJ Antoine vs. Mad Mark Radio Edit) [feat. Manu-L]
15. Come Baby Come (Radio Edit)
16. In and Out (Radio Edit)
17. Over the Rainbow (DJ Antoine vs. Mad Mark Radio Edit)
18. I Feel (Deluxe Edit)
19. Bagpipe (DJ Antoine vs. Mad Mark Instrumental Deluxe Edit)
20. Gägewart (DJ Antoine vs. Mad Mark Re-Construction) [feat. Brig MC]
21. Welcome to St. Tropez (DJ Antoine vs. Mad Mark Radio Edit) [feat. Kalenna]
22. The Way We Are (Radio Edit)
23. This Time (Max Robbers Remake)